# Jerzy Piaskowski (porucznik)
Jerzy Piaskowski (ur. 13 października 1900 w Zadybiu, zm. 15 października 1945 w Czarnkowie) – porucznik kawalerii Wojska Polskiego. Uczestnik wojny polsko-bolszewickiej i kampanii wrześniowej. Kawaler Orderu Virtuti Militari.

## Życiorys
Urodził się 13 października 1900 w Zadybiu w rodzinie Jana Nepomucena i Gabrieli z d. Podolska. Absolwent szkoły realnej w Warszawie. Od lipca 1919 w odrodzonym Wojsku Polskim, gdzie został skierowany na szkolenia kawaleryjskie. Szkolił się m.in. w Starej Wsi, SPP w Warszawie i CWK w Przemyślu. Po zakończeniu, w kwietniu 1920 mianowany podporucznikiem. Od maja 1920 żołnierz 16 pułku ułanów wielkopolskich, z którym został od lipca 1920 wysłany na front wojny polsko-bolszewickiej. Za postawę w walce został odznaczony Orderem Virtuti Militari.
Od maja 1921 przebywał na urlopie w związku ze studiami na SGGW, którą ukończył z tytułem inżyniera. Po zakończeniu studiów zarządzał gospodarstwem rodzinnym w Zadybiu. Uzyskał awans na stopień porucznika w marcu 1932. Brał udział w kampanii wrześniowej. Po zakończeniu wojny zmarł w wyniku wypadku samochodowego w Czarnkowie 15 października 1945. Tam też został pochowany.

## Życie prywatne
Żonaty od 1930 z Michaliną z d. Wężyk, mieli troje dzieci.

## Ordery i odznaczenia
- Krzyż Srebrny Orderu Wojskowego Virtuti Militari nr 3354[1][2][3]
- Srebrny Krzyż Zasługi[1]